# Jota aragonese
La Jota aragonese, op. 64, est une pièce pour orchestre composée par Camille Saint-Saëns en 1880.

## Présentation
Grand voyageur, Camille Saint-Saëns compose la Jota aragonese à Madrid en octobre 1880, en utilisant un motif de Jota. 
L'œuvre est dédiée à Paquita de Sarasate, écrivaine, poète, dramaturge et romancière, sœur du célèbre violoniste Pablo de Sarasate. 
La Jota aragonese est créée à Madrid le 24 octobre 1880. En France, elle est jouée pour la première fois le 6 février 1881 au Théâtre du Châtelet, interprétée par les Concerts Colonne sous la direction d'Édouard Colonne. 

## Structure
L’œuvre, d'une durée moyenne d'exécution de quatre minutes environ, est en un mouvement, Allegro non troppo ( = 84) à 
, de 300 mesures.
La Jota aragonese porte le numéro d'opus 64 et, dans le catalogue des œuvres du compositeur établi par la musicologue Sabina Teller Ratner, le numéro 174.

## Instrumentation
L'instrumentation requiert :
| Instrumentation de la Jota aragonese                                 |
| Bois                                                                 |
| 1 piccolo, 2 flûtes, 2 hautbois, 2 clarinettes, 2 bassons            |
| Cuivres                                                              |
| 4 cors (dont 2 cors naturels), 2 cornets, 2 trompettes, 3 trombones  |
| Percussions                                                          |
| timbales, castagnettes, tambour de basque, cymbales, grosse caisse   |
| Claviers / cordes pincées                                            |
| harpe                                                                |
| Cordes                                                               |
| premiers violons, seconds violons, altos, violoncelles, contrebasses |

La partition est publiée par Durand en 1881, tout comme une version pour violon et piano de la plume de Saint-Saëns.
Existent également des transcriptions pour piano seul, par A. Benfeld (1900), pour piano à quatre mains, par le même arrangeur (1885), pour deux pianos, par le compositeur en personne (1882), pour harmonie militaire par A. Béghin (1935), et pour orchestre par Hubert Mouton (1924).

## Analyse

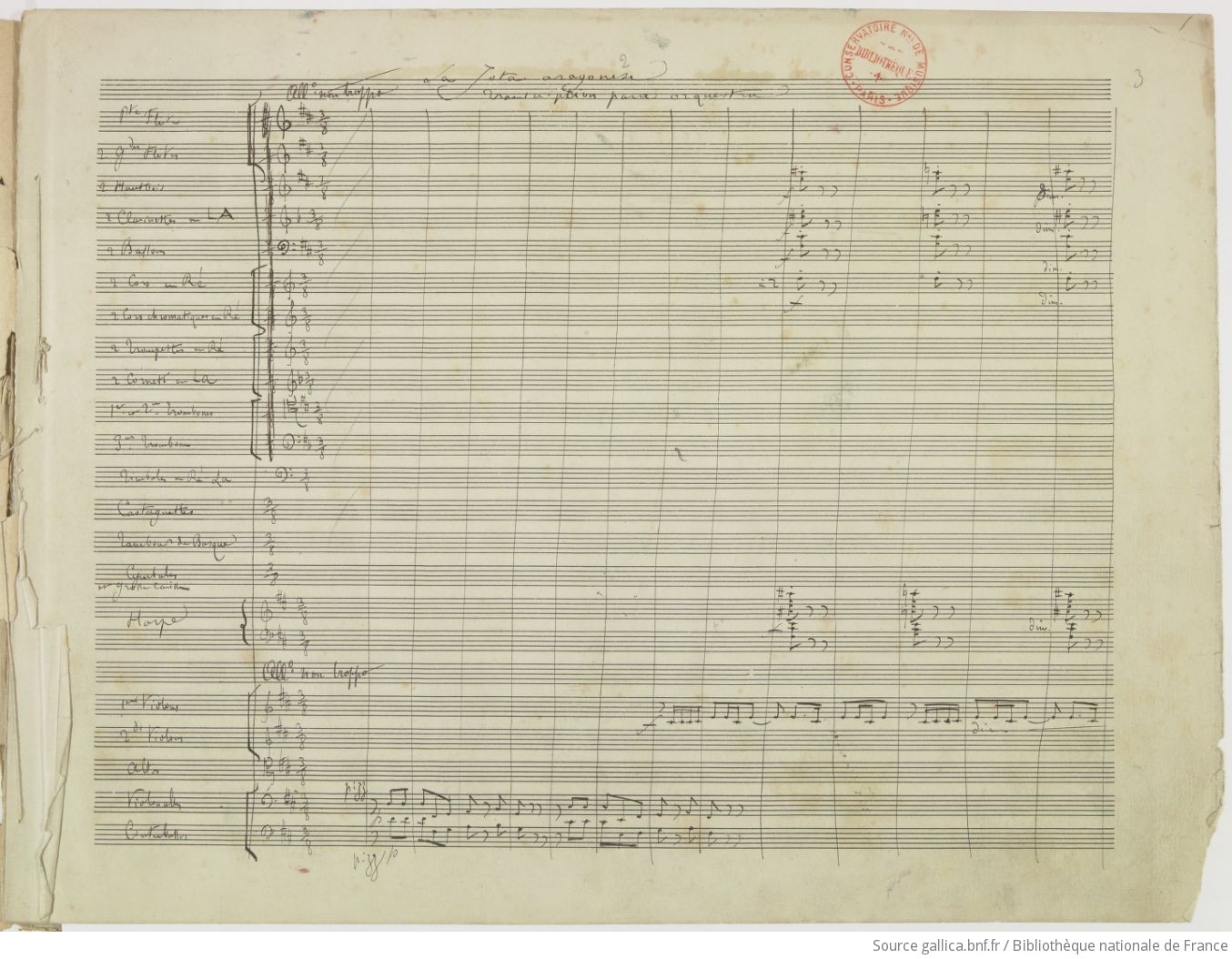
Première page du manuscrit autographe.

L'œuvre est construite autour d'un motif de jota aragonaise, déjà utilisé par les compositeurs Mikhaïl Glinka, dans Jota aragonesa, ouverture espagnole no 1, pour orchestre, et Franz Liszt, dans sa Rhapsodie espagnole pour piano,. 
La Jota aragonese est un court morceau « scintillant, délicieusement écrit », dont la couleur locale est notamment soulignée par les castagnettes et le tambour de basque. 

## Discographie
- par l'Orchestre symphonique de Malmö, Jun Märkl (dir.), Naxos 8.574033, 2019[5].
- Saint-Saëns et la Méditerranée, par l'Orchestre Divertimento, Zahia Ziouani (dir.), Harmonia Mundi HMM 905373, 2023.